# 瑟普賴斯克里克科勒尼
瑟普賴斯克里克科勒尼（英語：Surprise Creek Colony）是位於美國蒙大拿州朱迪斯盆地縣的普查規定居民點。

## 人口
根據2020年美國人口普查的數據，瑟普賴斯克里克科勒尼的面積為0.40平方千米，皆為陸地。當地共有人口8人，而人口密度為每平方千米20人。